# Église Saint-Étienne de Chinon
Pour les articles homonymes, voir Église Saint-Étienne.
L'église Saint-Étienne de Chinon est une église paroissiale affectée au culte catholique dans la commune française de Chinon, dans le département d'Indre-et-Loire.
L'édifice est inscrit comme monument historique le 18 juin 1962.

## Localisation
L'église se situe sur la rive droite de la Vienne au pied du coteau, à l'est du cœur du bourg médiéval, le long de la rue Jean-Jacques-Rousseau, principale voie est-ouest au Moyen Âge. Elle se trouve à moins de 150 m à l'ouest-sud-ouest de la collégiale Saint-Mexme. Son orientation est habituelle pour un édifice chrétien, chœur tourné vers l'est.

## Histoire
Une église romane est construite au XIe siècle. L'église visible au XXIe siècle est une reconstruction de ce premier édifice dont ne subsiste que la base du clocher. Cette reconstruction, commencée sous Charles VII, s'achève vers 1477. Les vitraux, pour leur part, proviennent au XIXe siècle de l'atelier de Lucien-Léopold Lobin.
L'église est inscrite comme monument historique par décret du 18 juin 1962. Jusqu'en 1975, le mur gouttereau nord supporte une maison particulière, dite maison du Pilier Saint-Étienne en raison de la présence sur cette demeure d'un pilier en bois sculpté représentant la lapidation de saint Étienne.
Au XXIe siècle, l'église Saint-Étienne est, au côté de l'église Saint-Maurice, l'une des églises paroissiales qui se trouvent sur le territoire communal de Chinon.
Aujourd'hui, la paroisse sainte Jeanne d'Arc a été confiée à la Communauté Saint-Martin depuis 2000.

## Architecture et mobilier
L'église se compose d'un seul vaisseau de sept travées barlongues, typique du gothique angevin. Les cinq premières, depuis l'ouest, constituent la nef et les deux dernières le chœur. Le clocher, dressé sur les ruines d'un clocher roman se trouve sur le côté nord de la cinquième travée ; une sacristie lui fait face côté sud. Une abside pentagonale constitue le chevet.

Extérieur
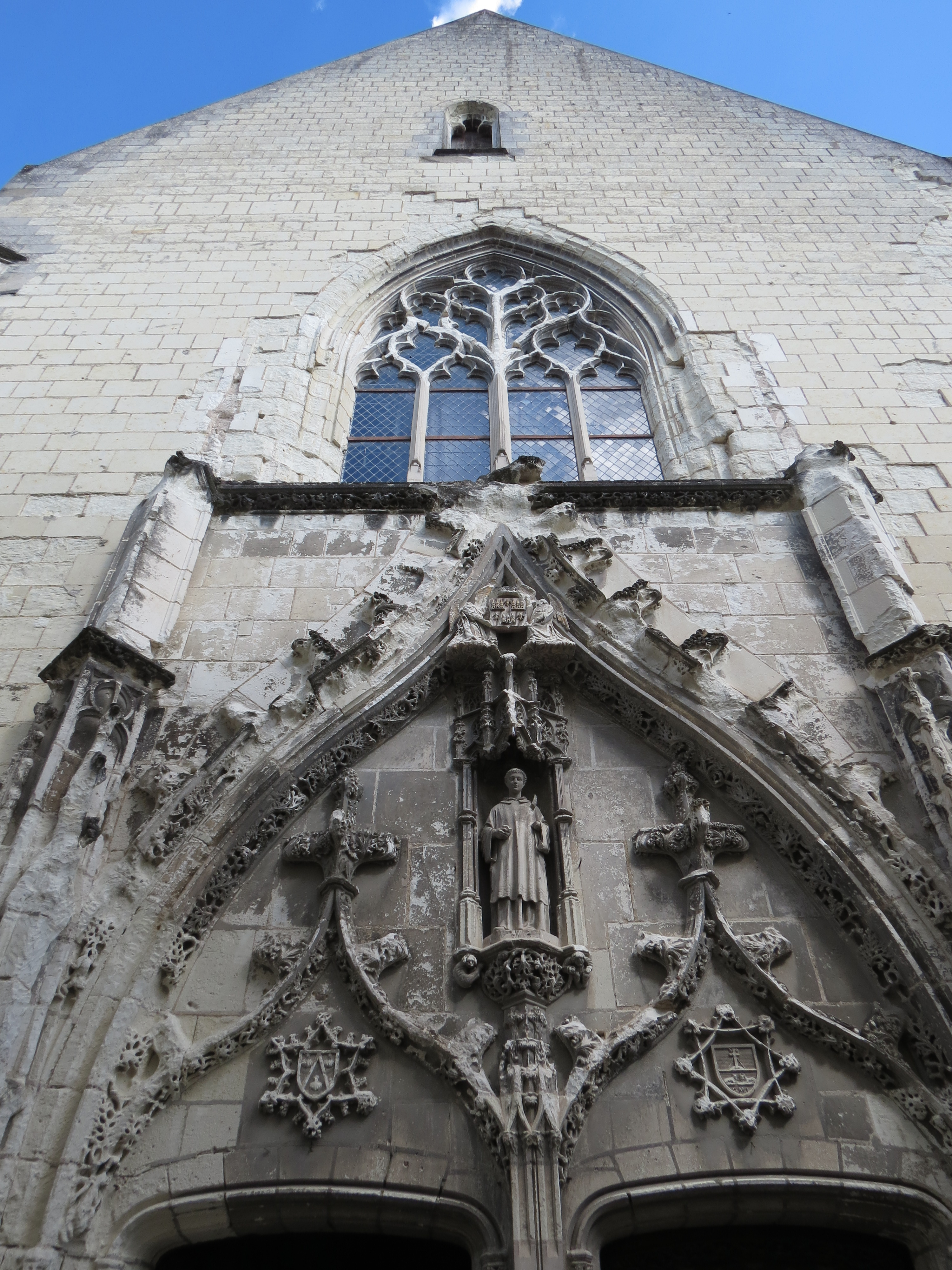
Façade principale, gothique flamboyant
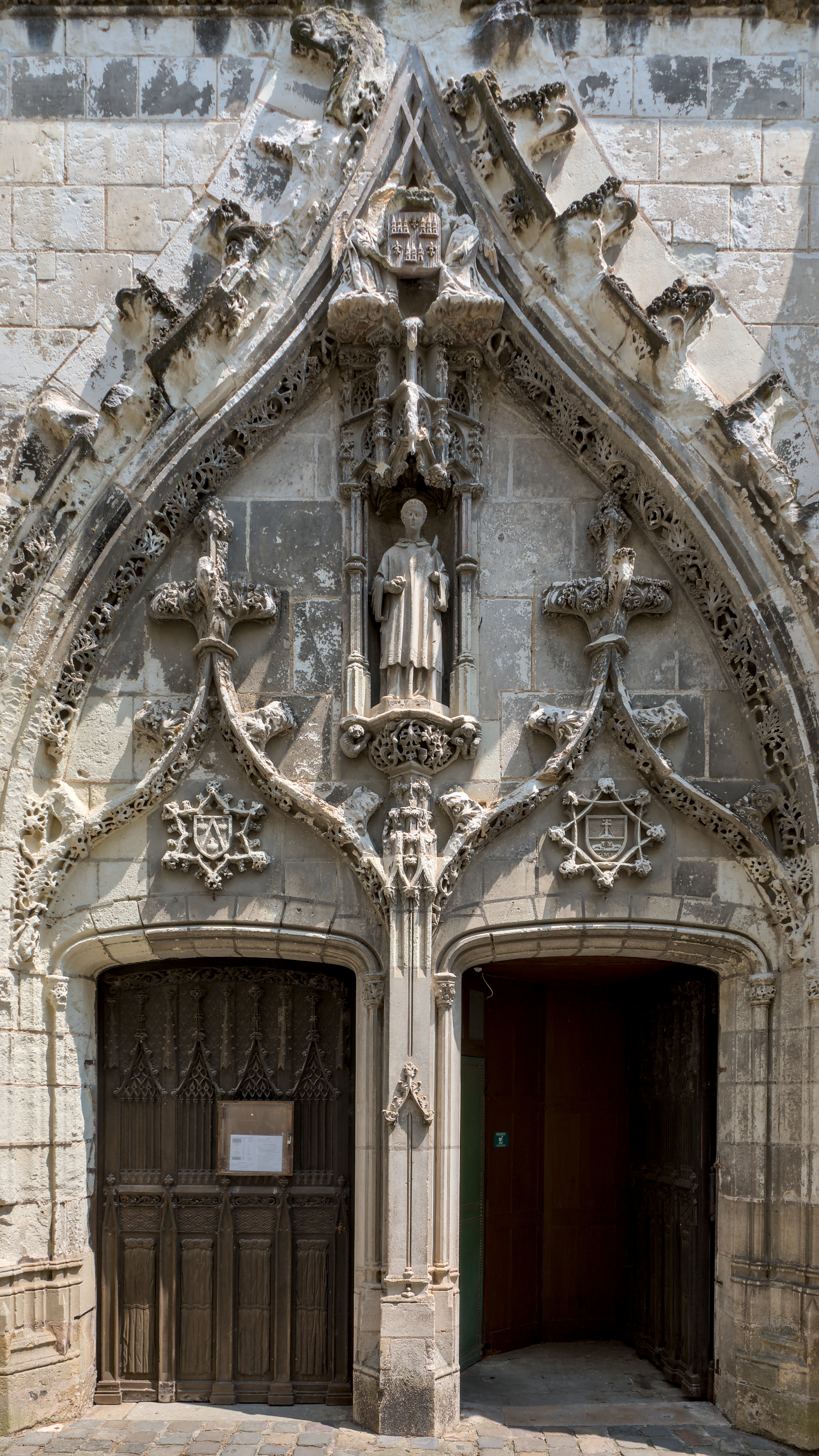
Le portail principal
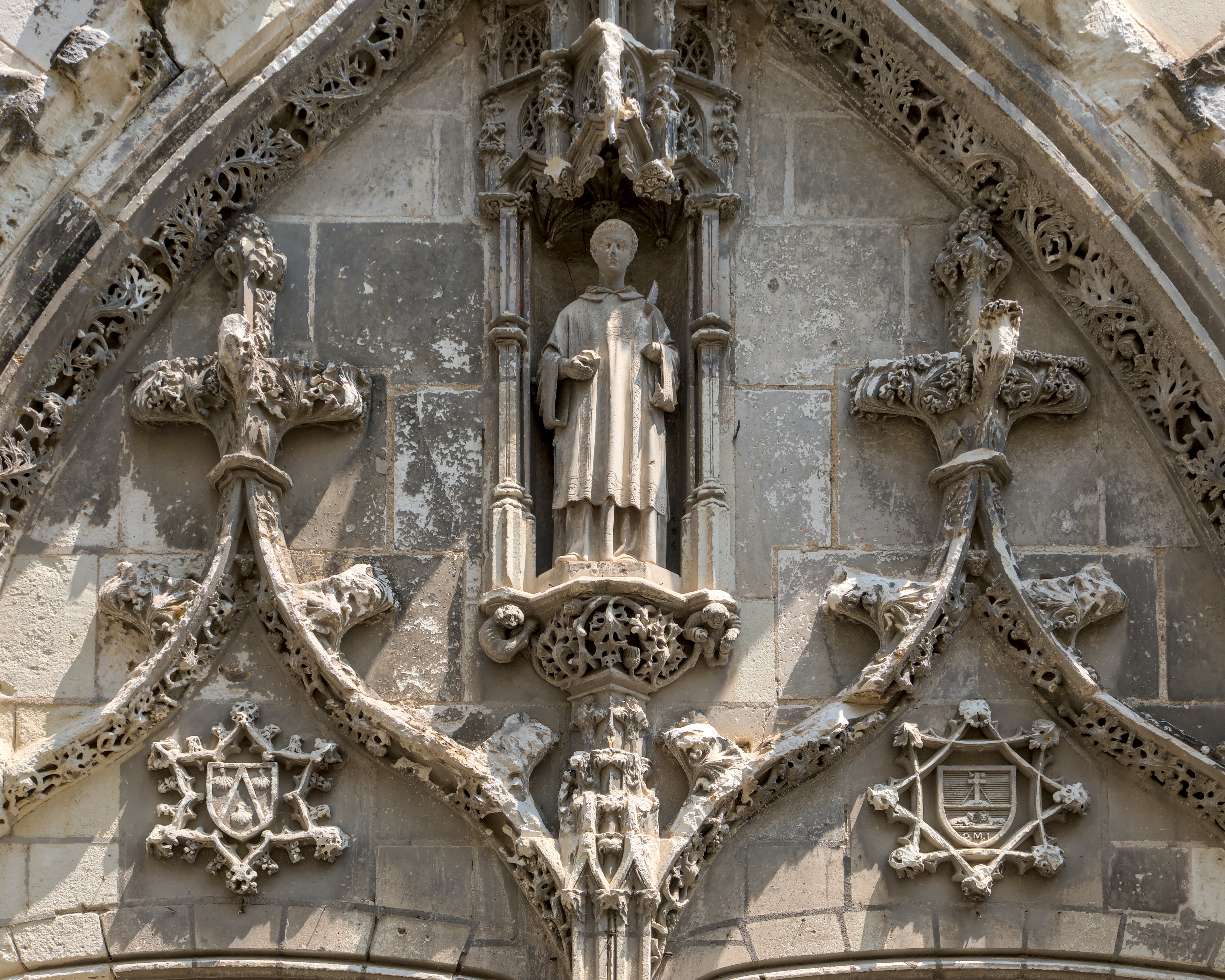
Le tympan du portail principal

Une fresque, retrouvée lors de travaux de restauration de la collégiale Saint-Mexme, est exposée contre le mur nord de la nef de l'église qui abrite par ailleurs une statue de Jeanne d'Arc, œuvre du sculpteur François Sicard.

Intérieur
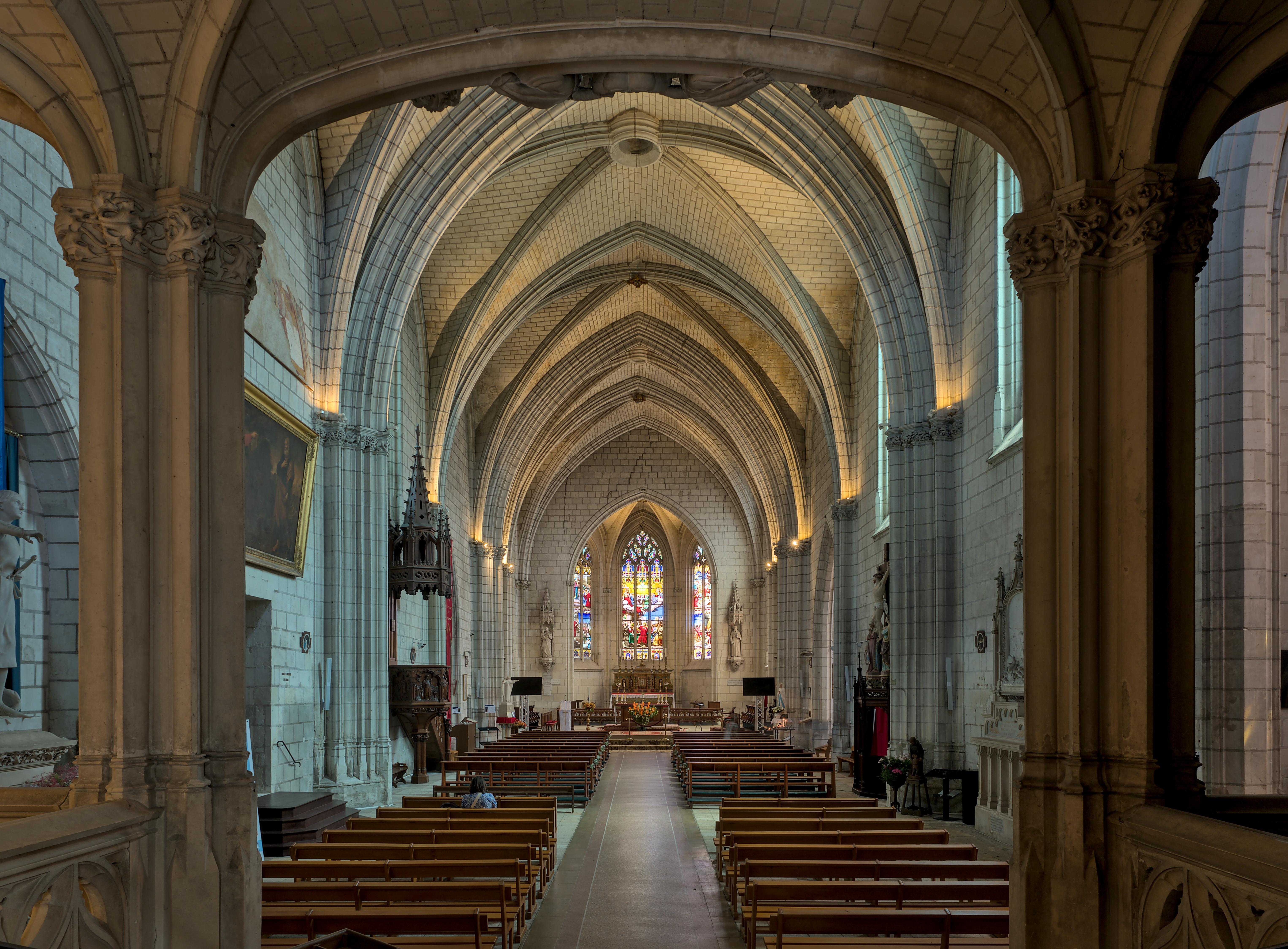
La nef à simple vaisseau sans collatéraux
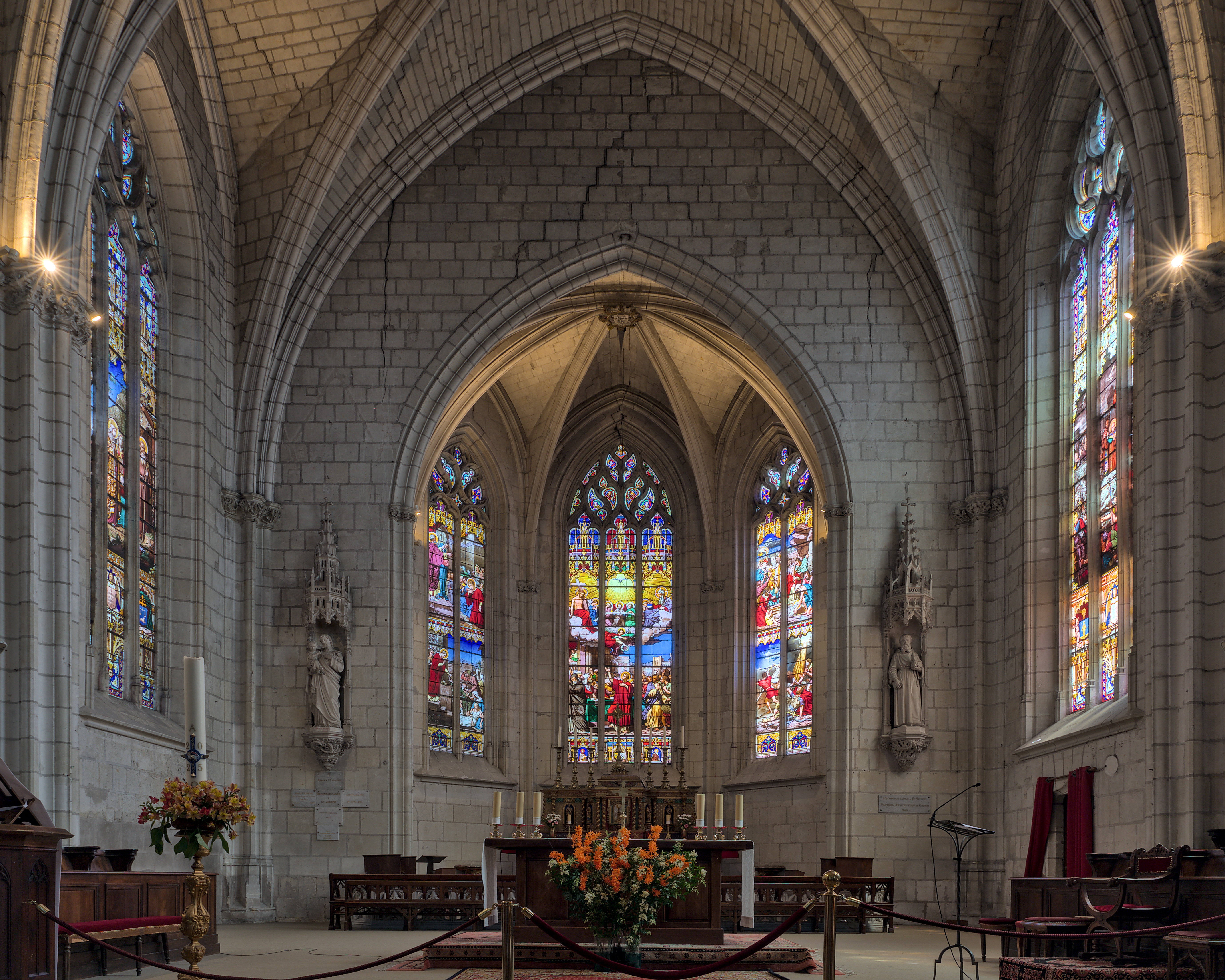
Le chœur
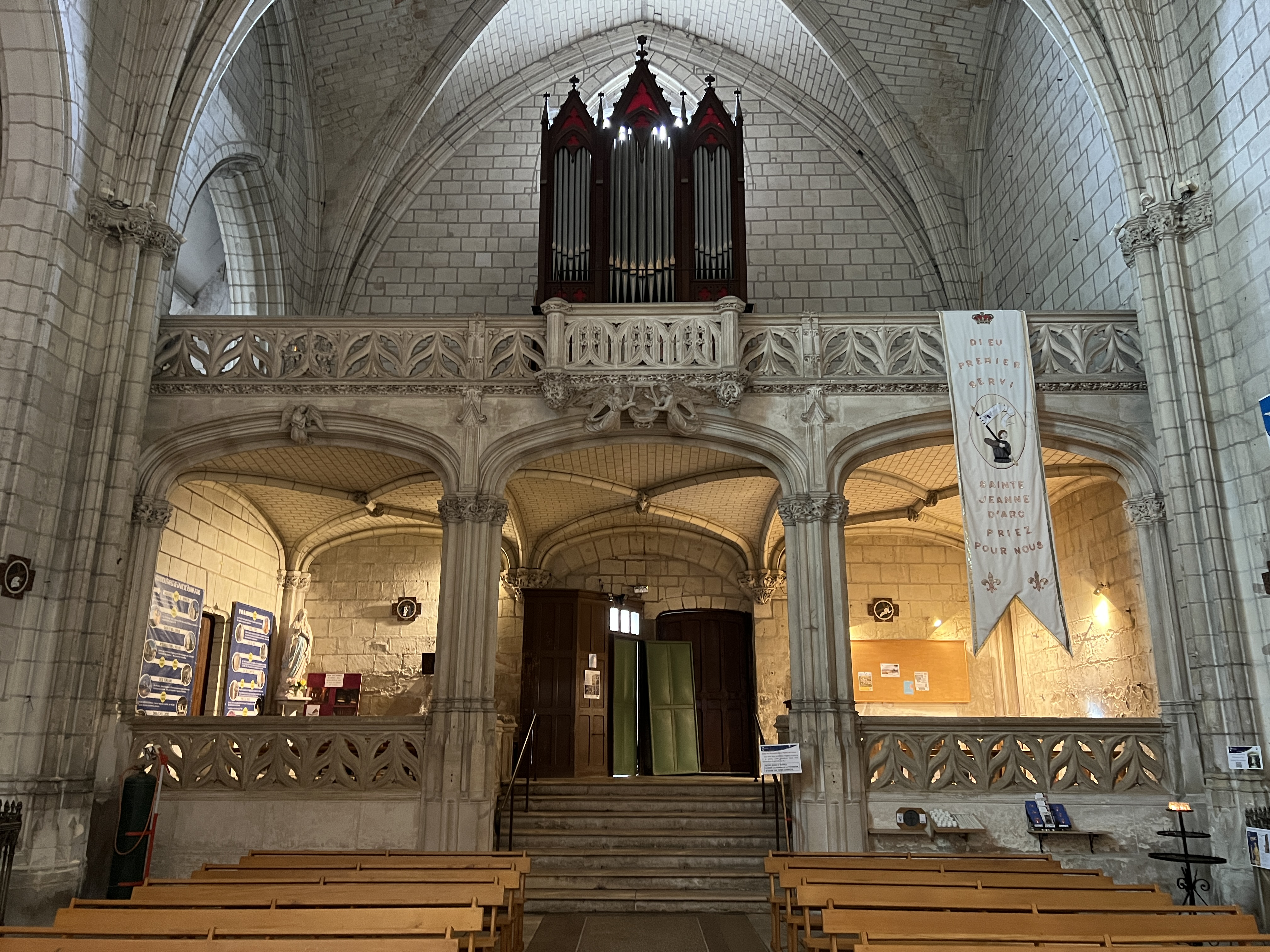
Tribune de l'orgue, gothique flamboyant
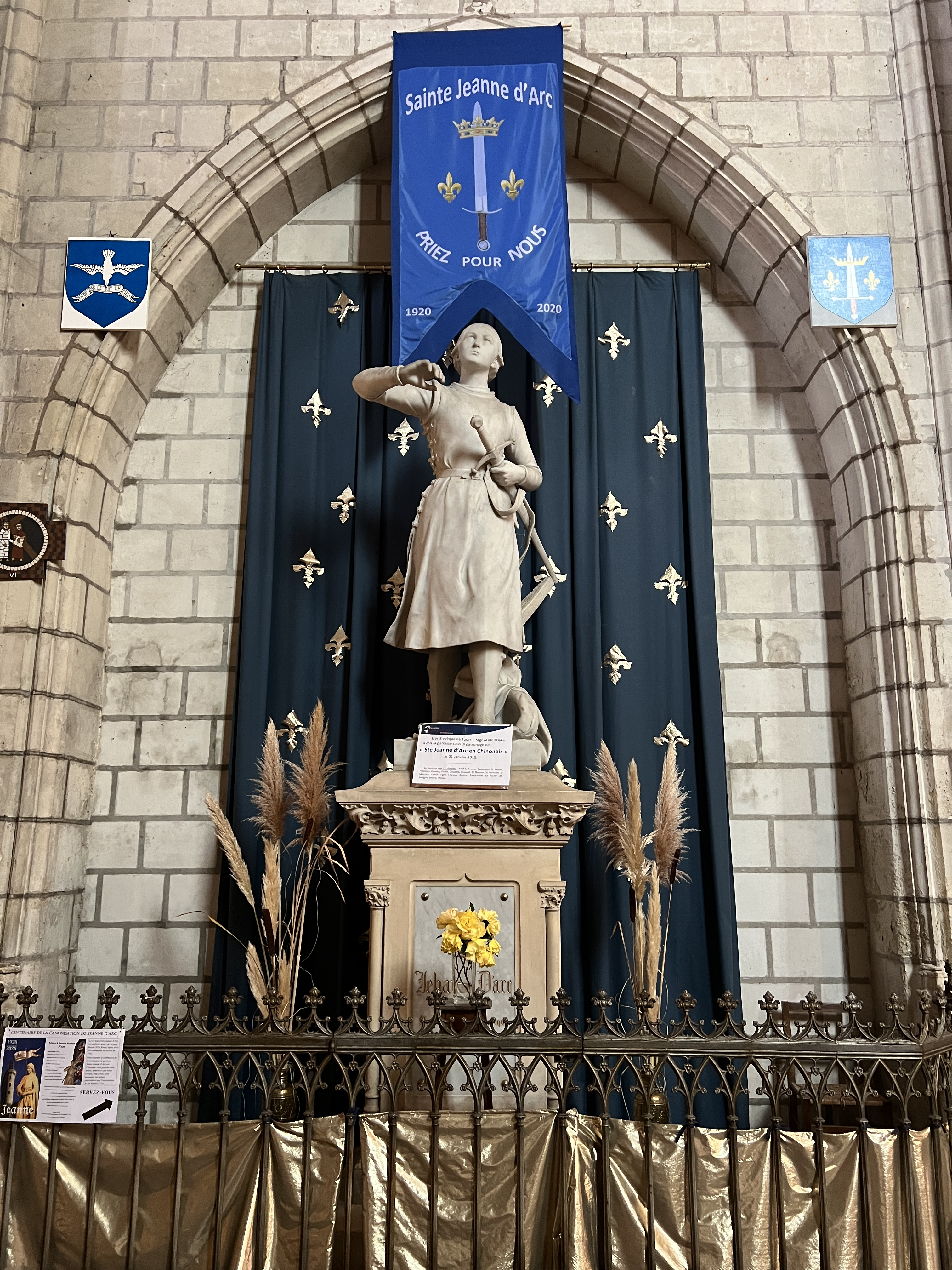
Statue de Jeanne d'Arc

## Pour en savoir plus